# CSL (entreprise)
Pour les articles homonymes, voir CSL.
CSL (Australian Commonwealth Serum Laboratories) est une entreprise médicale australienne spécialisé dans les vaccins, les anti-poisons et produits sanguins. Elle fait partie de l'indice S&P/ASX 50.

## Historique

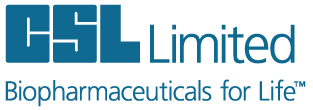
Logo of CSL limited

Ces laboratoires se sont longtemps spécialisés dans le traitement des empoisonnements des espèces animales venimeuses de l'Océanie, et particulièrement dans les morsures des araignées mygalomorphes d'Australie. Jusqu'à la mise au point de sérums antivenimeux, la morsure de ces animaux était souvent fatale. La production d'un sérum à partir de l'immunoglobuline G du lapin, en 1981, par l'équipe du Dr Struan Sutherland, à Melbourne, a permis de soigner efficacement ces empoisonnements lorsque les victimes sont prises en charge rapidement.
En octobre 2014, Novartis a vendu ses activités dans les vaccins grippaux à CSL pour 275 millions de dollars.
En décembre 2021, CSL annonce l'acquisition pour 11,7 milliards de dollars de Vifor, une entreprise suisse spécialisée notamment dans les médicaments contre les carences en fer.